# The Drummer of the 8th

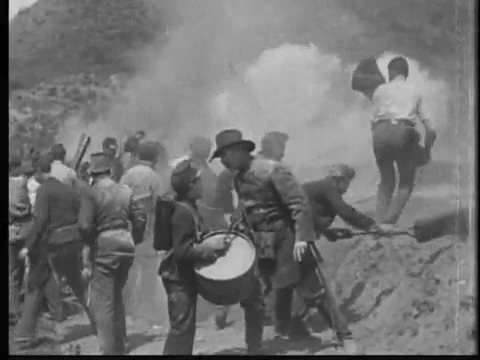
Photo du film

The Drummer of the 8th est un film muet américain réalisé par Thomas H. Ince et sorti en 1913.

## Synopsis
Au début de la Guerre de Sécession, un enfant, Billy Durand parvient à s'engager dans l'armée du Nord comme tambour, malgré l'opposition de ses parents et de son frère, lui-même engagé. Il est blessé lors de sa première bataille et fait prisonnier. Mais il parvient à s'évader…

## Fiche technique
- Titre en français : L'honneur de la garnison[1]
- Réalisation : Thomas H. Ince
- Production : Thomas H. Ince
- Société de production : Kay-Bee Broncho
- Durée : 28 minutes
- Date de sortie : États-Unis : 28 mai 1913

## Distribution
- Cyril Gardner : Billy Durand
- Mildred Harris : Mildred Brown
- Frank Borzage : Jack Durand